# Triforce (Arcade)
Triforce ist ein gemeinsam von Nintendo, Sega und Namco entwickelter Arcade-Automat. Der Name Triforce entstammt der Spielreihe The Legend of Zelda und wurde gewählt, weil die Konsole von den drei Herstellern kollaborativ entwickelt wurde.

## Spiele
Es gibt einige Ableger bekannter Spieleserien für die Triforce.
| Titel                                                 | Entwickler              | Publisher | System   | Genre | Erscheinungsjahr |
| ----------------------------------------------------- | ----------------------- | --------- | -------- | ----- | ---------------- |
| Donkey Kong: Banana Kingdom                           | Capcom / Nintendo       | Namco     | Triforce |       | 2006             |
| Donkey Kong: Jungle Fever                             | Capcom / Nintendo       | Namco     | Triforce |       | 2005             |
| F-Zero AX                                             | Amusement Vision / Sega | Sega      | Triforce |       | 2002             |
| F-Zero AX "Cycraft ver."                              | Sega                    | Sega      | Triforce |       | 2003             |
| Gekitou Pro Yakyuu                                    | Sega                    | Sega      | Triforce |       | 2003             |
| Mario Kart Arcade GP                                  | Namco / Nintendo        | Namco     | Triforce |       | 2005             |
| Mario Kart Arcade GP 2                                | Namco / Nintendo        | Namco     | Triforce |       | 2007             |
| Mobile Suit Gundam                                    | Bandai                  | Namco     | Triforce |       | 2004             |
| Pokémon Battrio                                       | Nintendo / Tomy         | Namco     | Triforce |       | 2007             |
| Rhythm Tengoku                                        | Nintendo / Sega         | Sega      | Triforce |       | 2007             |
| The Key of Avalon: The Wizard Master                  | Sega                    | Sega      | Triforce |       | 2003             |
| The Key of Avalon Ver. 1.10                           | Sega                    | Sega      | Triforce |       | 2003             |
| The Key of Avalon Ver. 1.20 : Summon The New Monsters | Sega                    | Sega      | Triforce |       | 2003             |
| The Key of Avalon Ver. 1.30: Chaotic Sabbat           | Sega                    | Sega      | Triforce |       | 2004             |
| The Key of Avalon 2: Eutaxy Commandment               | Sega                    | Sega      | Triforce |       | 2004             |
| The Key of Avalon 2: War of the Key                   | Sega                    | Sega      | Triforce |       | 2005             |
| Virtua Striker 2002                                   | Sega                    | Sega      | Triforce |       | 2002             |
| Virtua Striker 4                                      | Sega                    | Sega      | Triforce |       | 2005             |
| Virtua Striker 4 ver.2006                             | Sega                    | Sega      | Triforce |       | 2006             |
| Wartran Troopers                                      | Konami                  | Sega      | Triforce |       | 2004             |

## Hardware

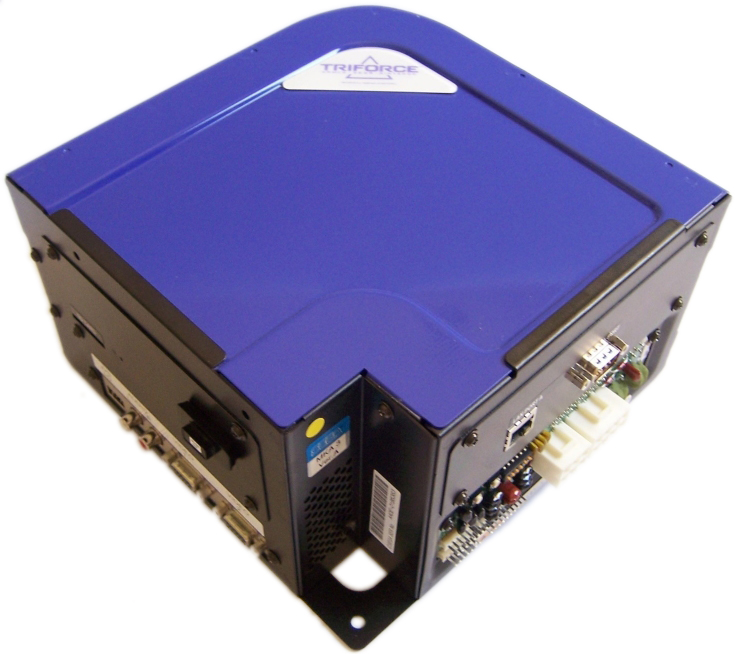
Hardware

Die Konsole basiert technisch auf dem Nintendo GameCube. Sie hat standardmäßig mit 32 MiB denselben Arbeitsspeicher wie der Gamecube. Dieser lässt sich allerdings erweitern. Außerdem besteht die Möglichkeit, Segas GD-ROM-System zu nutzen.
Es existieren verschiedene Hardware-Versionen. Bei einer ist der Arbeitsspeicher extern und nicht im Metall-Gehäuse untergebracht. In anderen Variante lassen sich nur Flash-Rom-Cartridges lesen.

## Spielbarkeit auf Fremdsystemen
Im Jahr 2012 wurde eine Homebrew-Anwendung für die Nintendo Wii veröffentlicht, welche einige der Triforce-Spiele dort spielbar macht.
Außerdem existiert ein experimenteller Entwicklungszweig für den Emulator Dolphin, welcher einige Triforce-Spiele emulieren kann.